# Antoni Barnaba Jabłonowski
Antoni Barnaba Jabłonowski, né le 27 janvier 1732 à Cracovie ou Varsovie et mort le 4 avril 1799 à Varsovie, est un noble et homme politique polonais.

## Biographie
Membre de la famille Jabłonowski, il devient voïvode de la voïvodie de Poznań en 1760, châtelain de Cracovie depuis 1782, starost de Międzyrzecz, Busko-Zdrój, Świecie et Czehryń.
Durant la Confédération de Bar, il est envoyé des dirigeants de la confédération à la cour royale d'Autriche. Il participe à la Grande Diète de 1788 à 1792 et est membre du Parti patriotique. Partisan de la Constitution du 3 mai, en 1794, il participe à l'insurrection de Kościuszko.
Il est décoré le 3 août 1761, à Varsovie, Chevalier de l'Ordre de l'Aigle Blanc.